# Alte Voce
Alte Voce est un groupe de musique corse.

## Discographie
- 2004 : Lingua materna

- Polyphonies
- Endemicu
- Issa Terra
- Di sale e di zuccheru
- 2010 : Petra nostra
- 2012 : Amore Umanu Dernier opus.